# Suleiman Pașa (general otoman)
Husnu Suleiman Pașa (în turcă Süleyman Hüsnü Pașa) (n. cca. 1838 sau 1840, Istanbul – d. 1892, Bagdad) a fost un comandant otoman.
Născut în Istanbul, tatăl său a fost un negustor de bomboane. A absolvit școala militară în 1859. A servit ca ofițer în Novi Pazar, Herțegovina și Shkodër. A devenit maior în 1867, apoi a servit în Creta. Datorită succesului său din timpul rebeliunii Cretei a fost promovat de două ori succesiv în 1872 și 1873 pentru a deveni un mirliva. Suleiman a servit drept comandant al școlilor militare. A jucat un rol important în detronarea sultanului Abdulaziz și ascensiunea la tron a lui Murad al V-lea. În 30 mai 1876, a fost făcut general al unei divizii de către Murad al V-lea.
A fost comandant-șef al operațiunilor militare otomane din Peninsula Balcanică în timpul Războiului Ruso-Turc (1877-1878). A fost considerat motivul înfrângerii Imperiului Otoman. După acest război a fost deferit unui tribunal militar, iar apoi exilat la Bagdad de către autoritățile otomane.